# كارلوس بلانكو
كارلوس بلانكو (بالإسبانية: Carlos Blanco Moreno) (1 يونيو 1996 في إسبانيا - ) هو لاعب كرة قدم إسباني في مركز الدفاع. لعب مع يوفنتوس.

## وصلات خارجية
- كارلوس بلانكو على موقع قاعدة بيانات كرة القدم.إي يو (الإنجليزية)
- كارلوس بلانكو على موقع Soccerway.com (الإنجليزية)